# Ново Село (Пајак)
Ново Село (грч. Λιθαριά, Литарија) је насељено место у општини Вртикоп у периферији Средишња Македонија, Грчка. Према попису из 2021. године било је 386 становника. Налази се у западном подножју планине Пајак.
Према бугарском географу и историчару, Василу Канчову, у Новом Селу је 1900. године живело 65 Словена хришћана. Године 1924. насељено је неколико грчких избегличких породица, тако је село на попису из 1928. године имало 114 становника, од чега 70 Грка а остали Словени.